# Jauernig (Gemeinde Glödnitz)
Jauernig ist eine Ortschaft in der Gemeinde Glödnitz im Bezirk St. Veit an der Glan in Kärnten. Die Ortschaft hat 2 Einwohner (Stand 1. Jänner 2025). 

## Lage
Die Ortschaft liegt auf dem Gebiet der Katastralgemeinde Glödnitz, verstreut über eine Entfernung von etwa 5 bis 9 km nordnordwestlich des Gemeindehauptorts Glödnitz. 
Im Bereich des alten Weilers Jauernig befinden sich die Häuser Bauer im Ort (Nr. 1), Berger (auch Bergner, Nr. 3), Schaffer (Nr. 4), und Weyrerhube (Nr. 7). Etwas abseits im Westen liegt die Jauerneggerhube (Nr. 5). Rieger- oder Untere Ruckerhube (auf halbem Weg zwischen Schaffer und Jauerneggerhube), Gruber (südwestlich unterhalb von Bauer im Ort) und Halbedl (östlich der Weyrerhube) existieren alle nicht mehr. Außerdem gehören weiter nördlich zwei Häuser ohne Vulgonamen zur Ortschaft: Nr. 2 in über 1500 m Höhe am westlichen Abhang der Dorferecken, und Nr. 6 bei der Abzweigung der L62 Metnitztal Straße von der L63 Flattnitzer Straße. 

## Geschichte
1246 wird Jawornik urkundlich genannt.
Bei Gründung der Ortsgemeinden Mitte des 19. Jahrhunderts kam Jauernig an die Gemeinde Glödnitz. Bei der Kärntner Gemeindestrukturreform von 1973 kam der Ort an die damals neu errichtete Gemeinde Weitensfeld-Flattnitz, seit deren Auflösung 1991 gehört die Ortschaft wieder zur Gemeinde Glödnitz.

## Bevölkerungsentwicklung
Für die Ortschaft ermittelte man folgende Einwohnerzahlen:
- 1869: 10 Häuser, 46 Einwohner[2]
- 1880: 12 Häuser, 58 Einwohner[3]
- 1890: 11 Häuser, 44 Einwohner[4]
- 1900: 11 Häuser, 38 Einwohner[5]
- 1910: 11 Häuser, 25 Einwohner[6]
- 1923: 14 Häuser, 54 Einwohner[7]
- 1934: 37 Einwohner[8]
- 1961: 6 Häuser, 17 Einwohner[9]
- 2001: 5 Gebäude (davon 3 mit Hauptwohnsitz) mit 5 Wohnungen; 6 Einwohner und 0 Nebenwohnsitzfälle; 3 Haushalte; 1 Arbeitsstätte, 3 land- und forstwirtschaftliche Betriebe[10]
- 2011: 6 Gebäude, 6 Einwohner, 3 Haushalte, 0 Arbeitsstätten[11]
- 2021: 7 Gebäude, 2 Einwohner, 2 Haushalte, 1 Arbeitsstätte[12]